# Smolnícka Huta
Smolnícka Huta (in ungherese Szomolnokhuta,in tedesco Schmölnitze Hütte) è un comune della Slovacchia facente parte del distretto di Gelnica, nella regione di Košice.